# 1-я Баррикадная улица
1-я Баррикадная улица — одна из транспортных магистралей города Ростова-на-Дону.
Улица названа в связи с баррикадами, которые были устроены в этом районе города во время Первой русской революции.

## Расположение
Улица начинается от Круглой площади, где расположен Экономический лицей № 14; оканчивается на пересечении с Профсоюзной улицей. Протяжённость улицы составляет около 900 метров.
В числе значимых объектов, находящихся на 1-й Баррикадной улице: Завод плавленых сыров, Государственная телерадиокомпания «Дон-ТР», Ростовская телебашня, межрайонная налоговая инспекция ФНС, Дом детского творчества, ЗАГС.

## Галерея

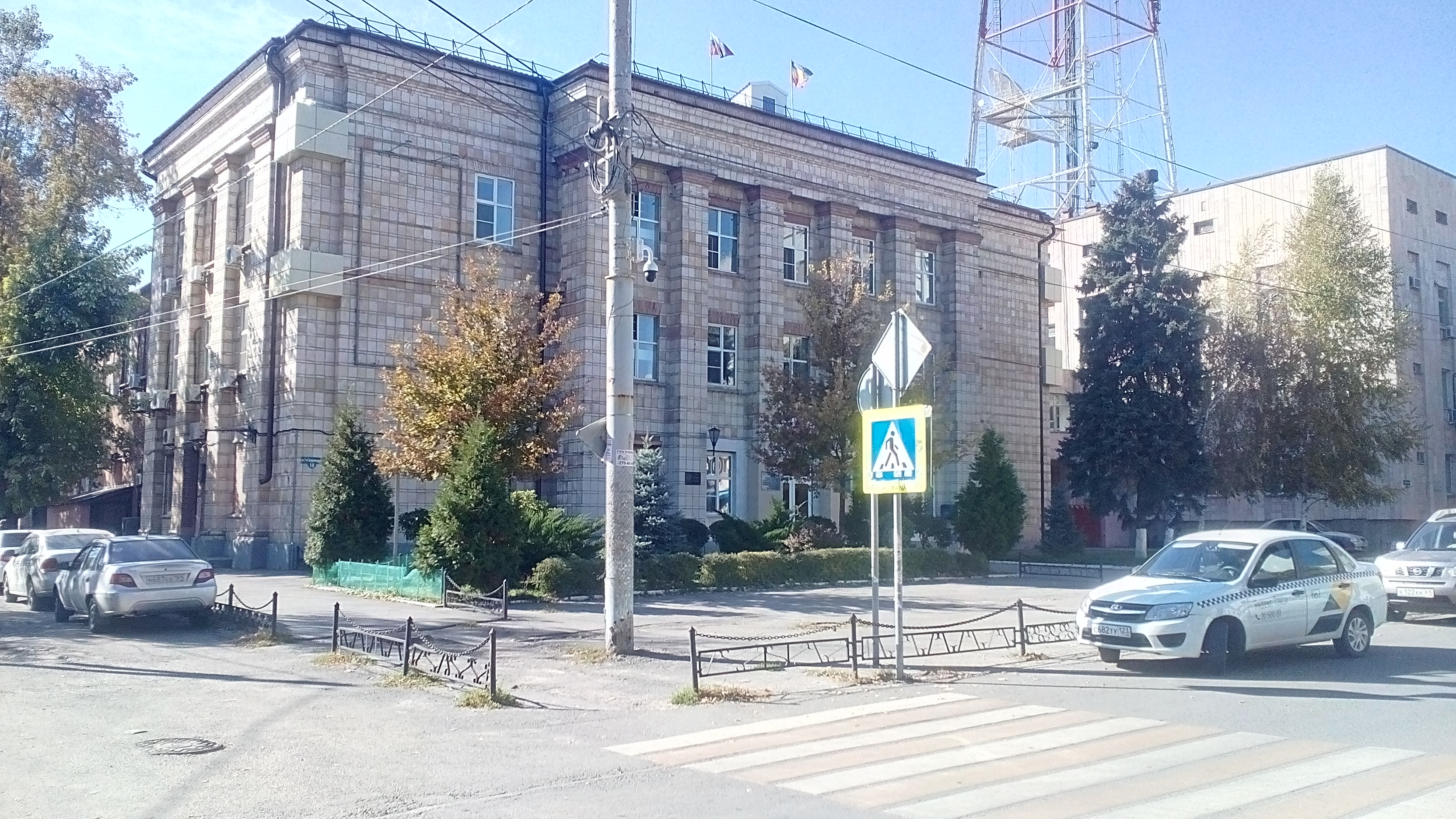
Здание телерадиокомпании «Дон-ТР»
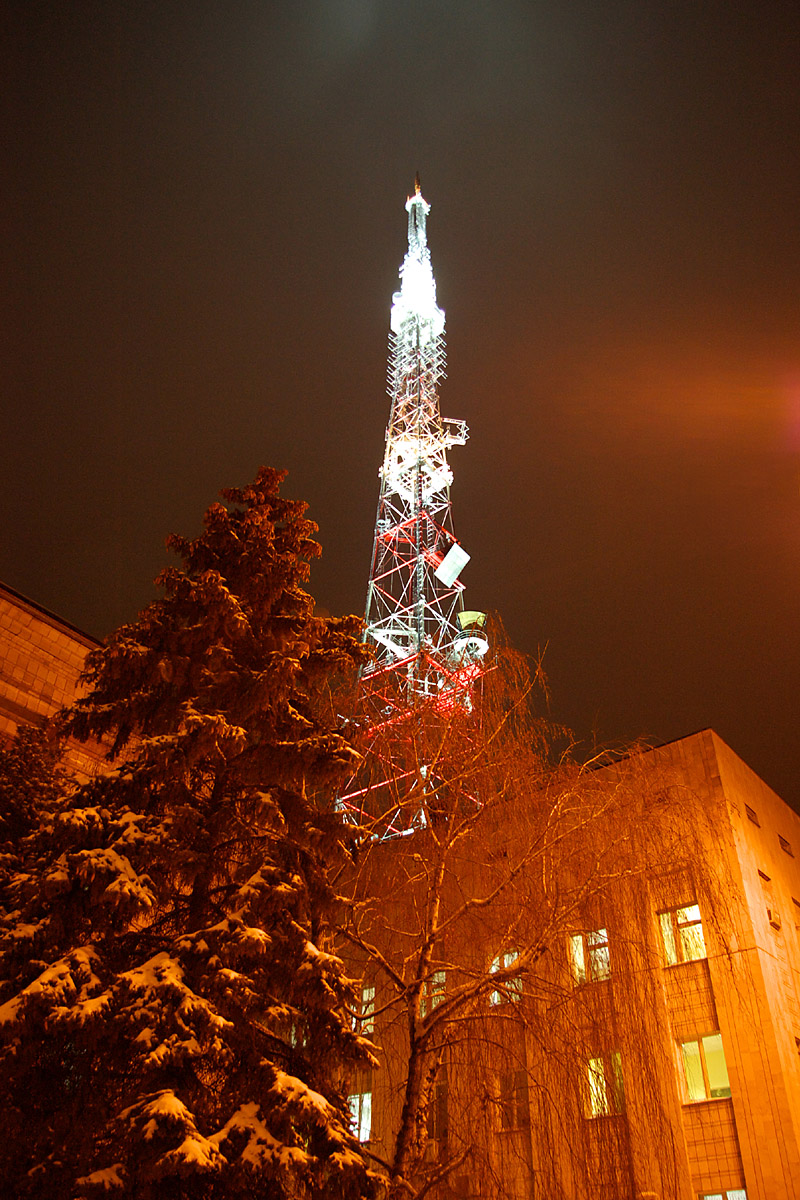
Ростовская телебашня
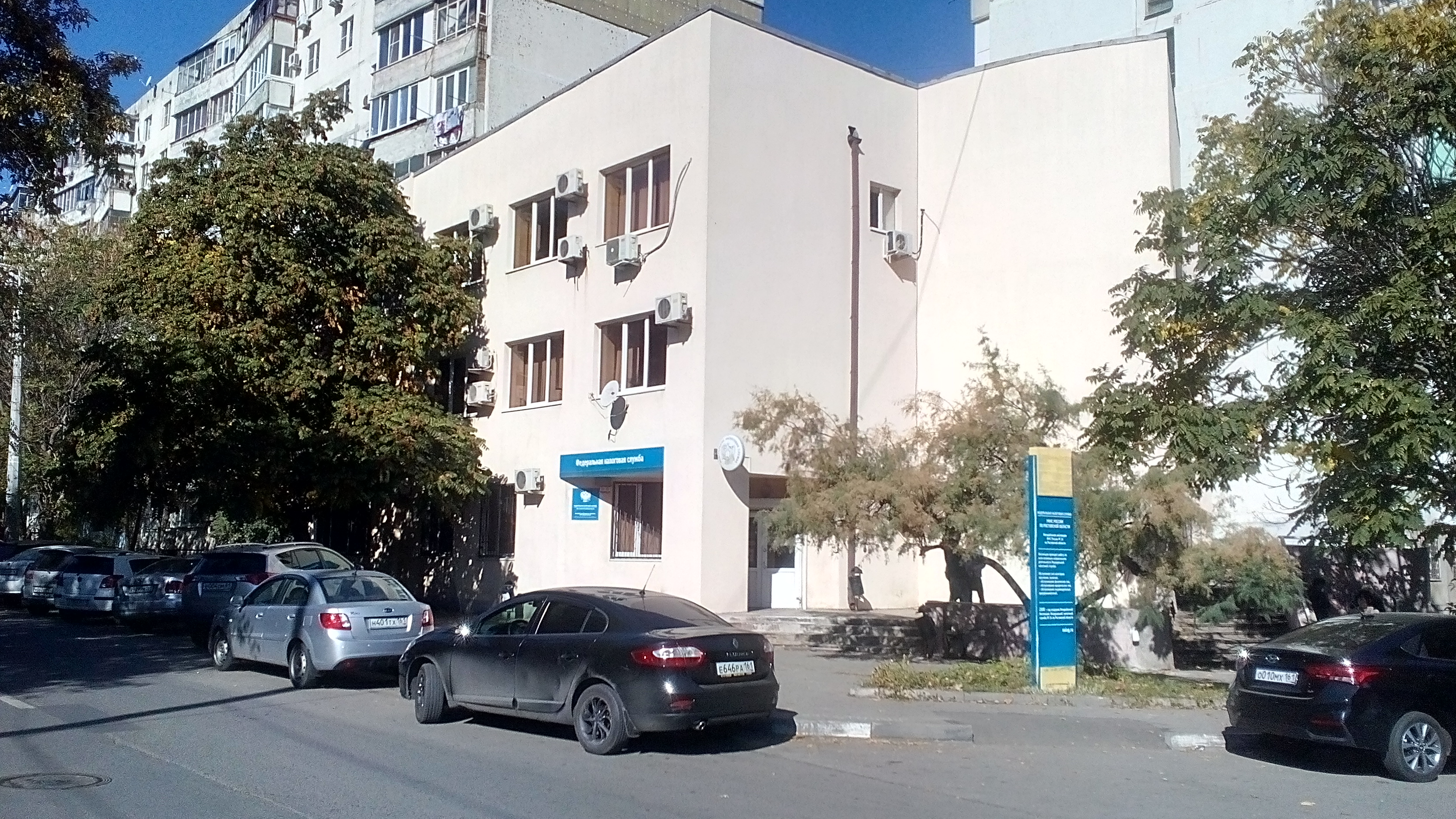
Здание межрайонной ИФНС